# Service public fédéral Mobilité et Transports
 (juillet 2021).
Si vous disposez d'ouvrages ou d'articles de référence ou si vous connaissez des sites web de qualité traitant du thème abordé ici, merci de compléter l'article en donnant les références utiles à sa vérifiabilité et en les liant à la section « Notes et références ».
Le SPF Mobilité et Transports (en néerlandais : Federale Overheidsdienst Mobiliteit en Vervoer) est le service public fédéral belge qui a pour mission générale de préparer et mettre en œuvre la politique fédérale de mobilité du pays.

## Histoire
L’administration de l'aéronautique est créée le 21 septembre 1919 par Arrêté royal, sous l'impulsion expresse du Roi Albert Ier qui nomme le Général Roland Van Crombrugge comme président

## Services et divisions

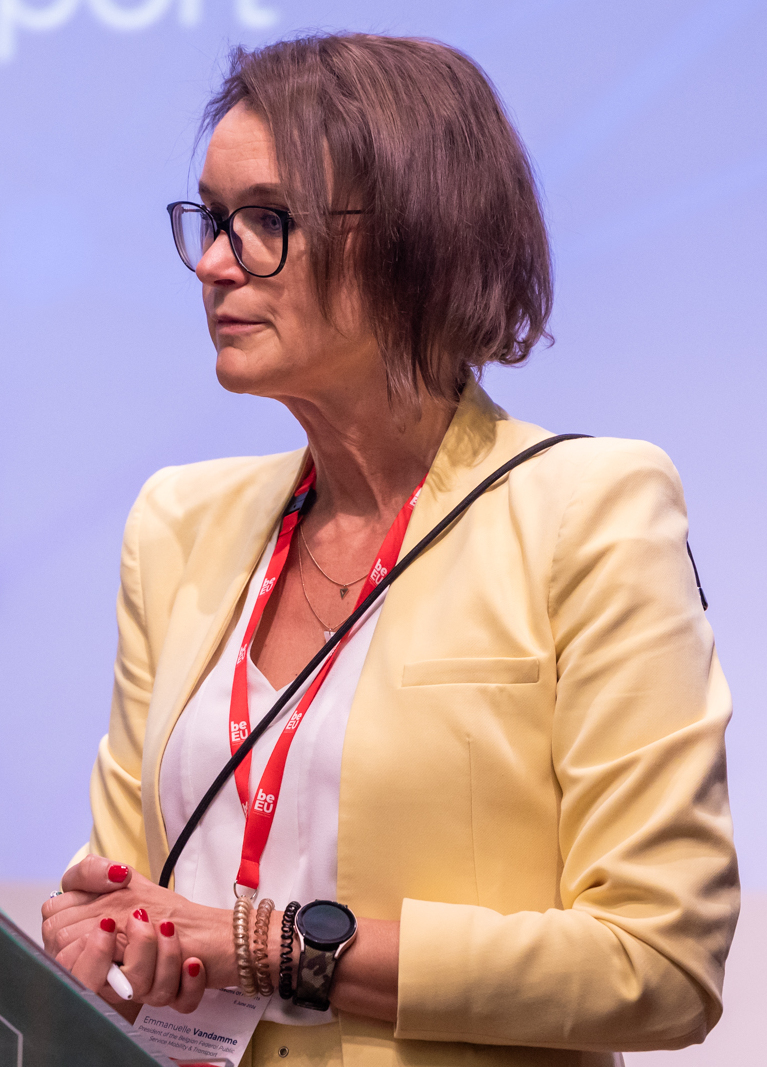
Emmanuelle Vandamme, présidente de la SPF Mobilité et Transports.

Parmi les organismes présents au sein du SPF MT, on trouve le Conseil d'enquête maritime ainsi que le département d'investigation des accidents aériens : la direction générale du Transport aérien.

## Ministre de tutelle
Depuis octobre 2020, le ministre de la Mobilité est Georges Gilkinet. 